# کلیسای جامع سگوبیا

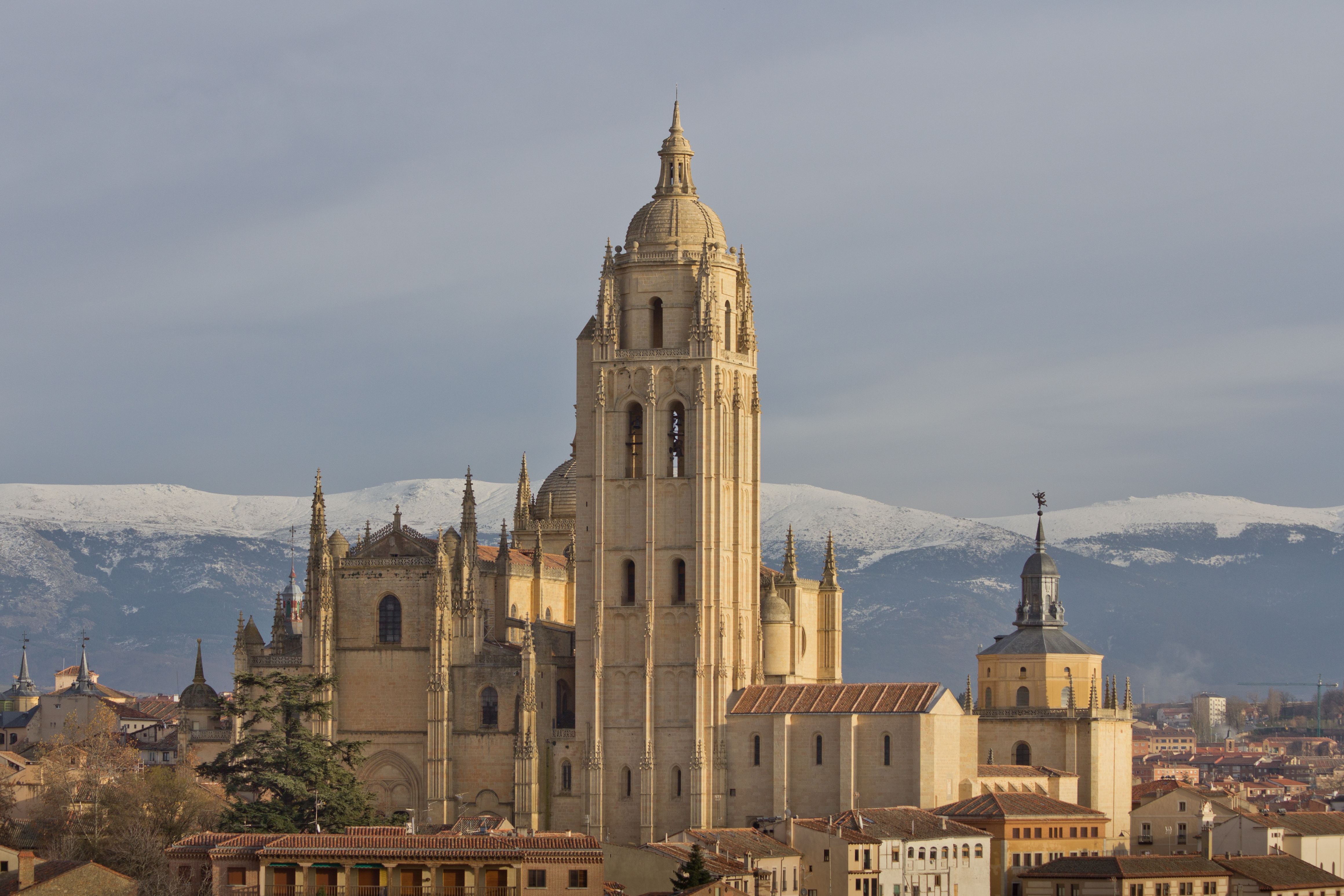
کلیسای جامع سگوبیا

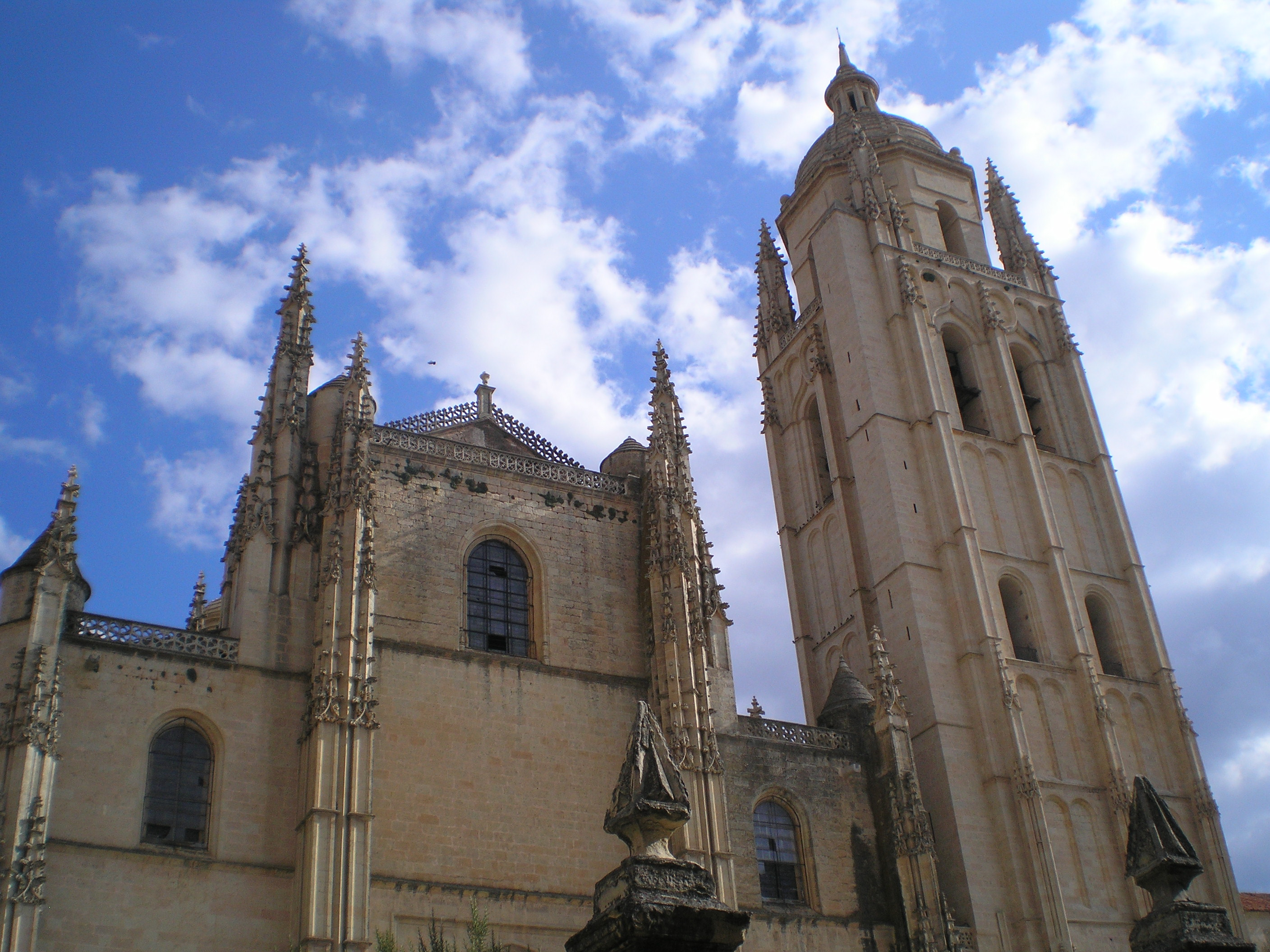
نمایی از کلیسا

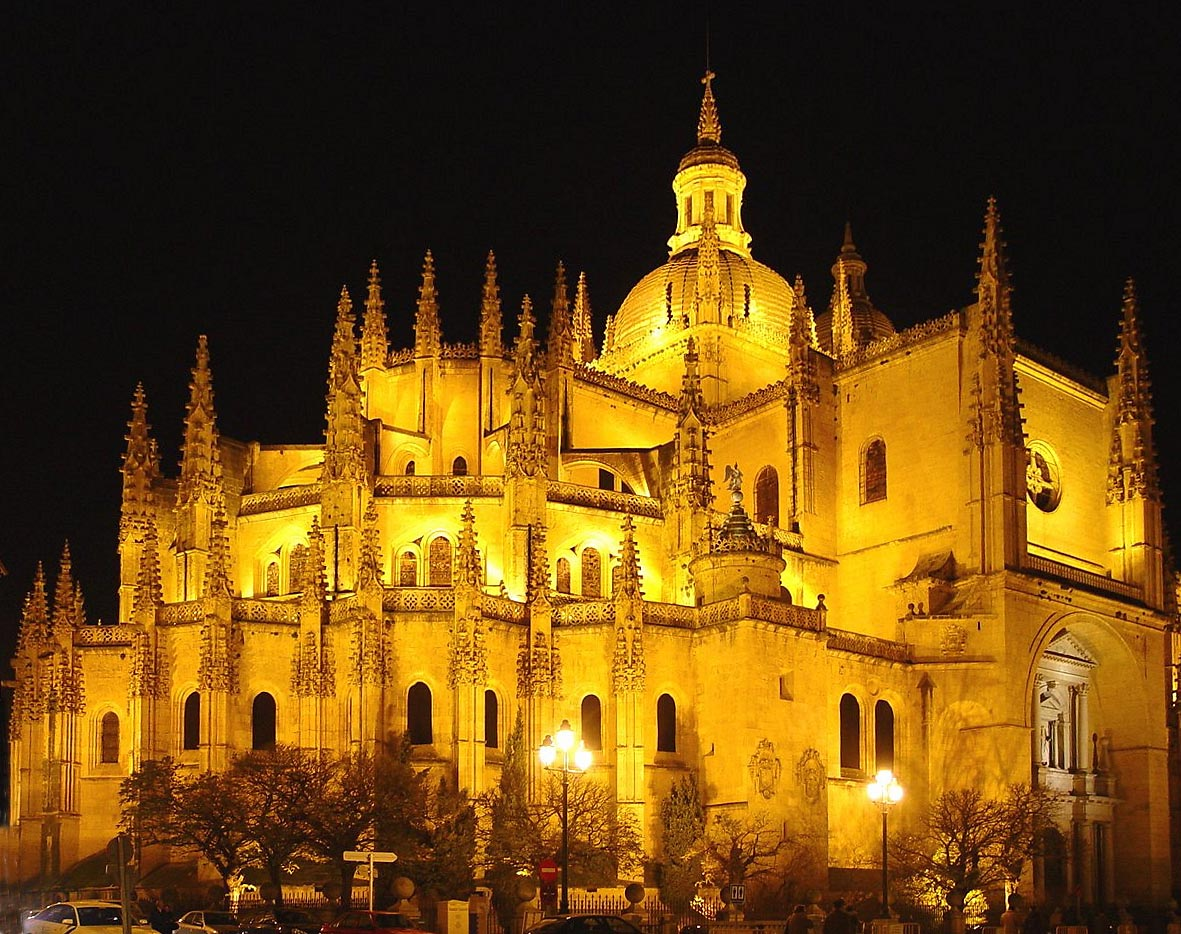
کلیسای جامع سگوبیا در شب.

کلیسای جامع سگوبیا (انگلیسی: Segovia Cathedral) یک کلیسای کاتولیک به سبک معماری گوتیک رومی است که در میدان اصلی شهر سگوبیا، اسپانیا واقع شده‌است. این کلیسا که به مریم پاک اختصاص دارد، به سبک گوتیک در اواسط قرن ۱۶ ساخته شده‌است.
کلیسا در منطقهٔ کاستیل لیون شهر سگوبیا قرار دارد.

## تاریخچه
این کلیسای بزرگ بین سالهای ۱۵۲۵–۱۵۲۵ به سبک گوتیک قدیمی در جاهای دیگر اروپا ساخته شده بود. کلیسای جامع قبلی سگوبیا در مجاورت الکازر برپا شده بود، و توسط ارتشهای سلطنتی در دفاع از حمله دشمن و در برابر محاصره استفاده شده بود.

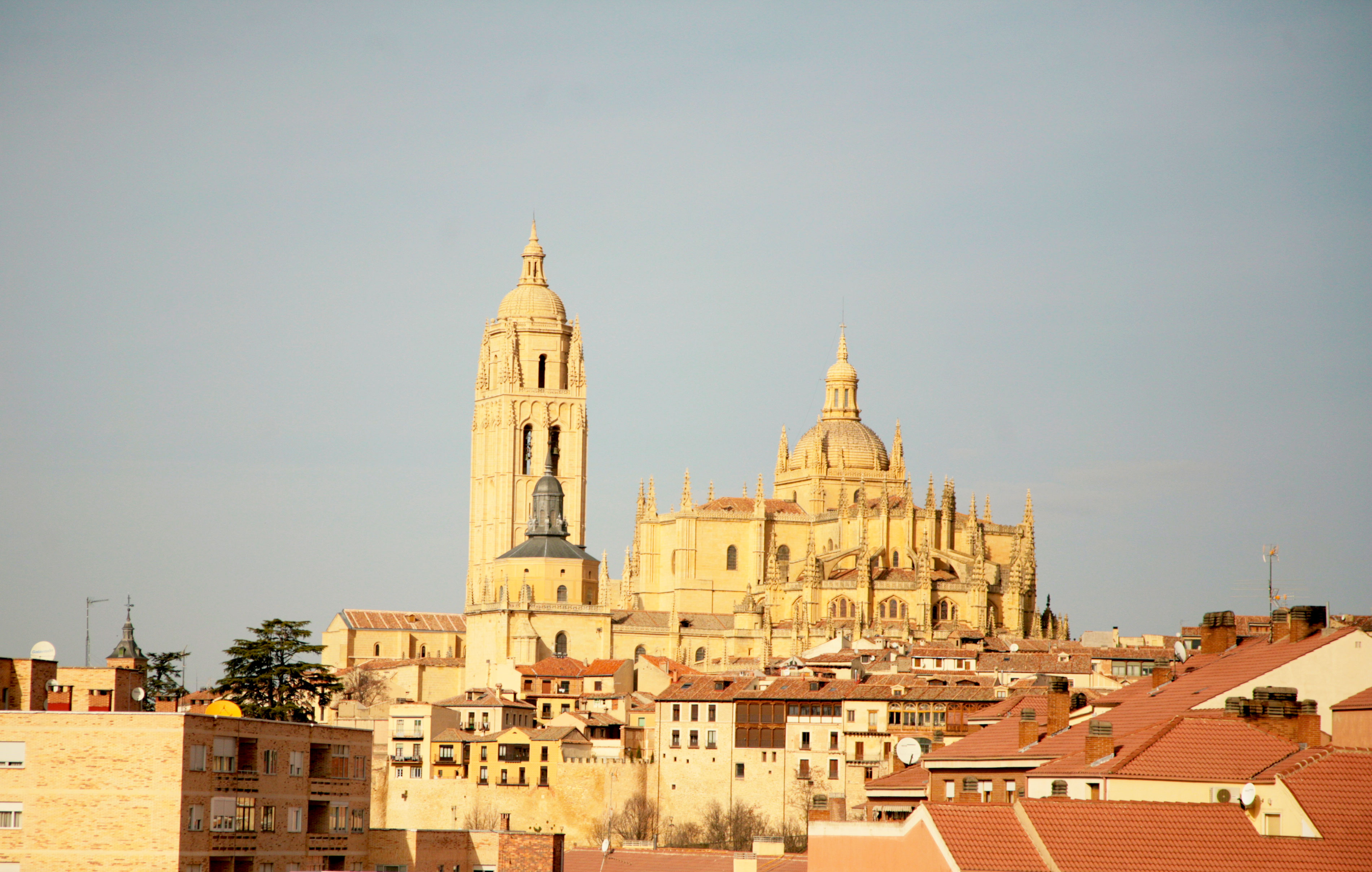
نمای کلی از کلیسای جامع سگوبیا- لیون اسپانیا و محله‌های یهودیان در اطراف شهر

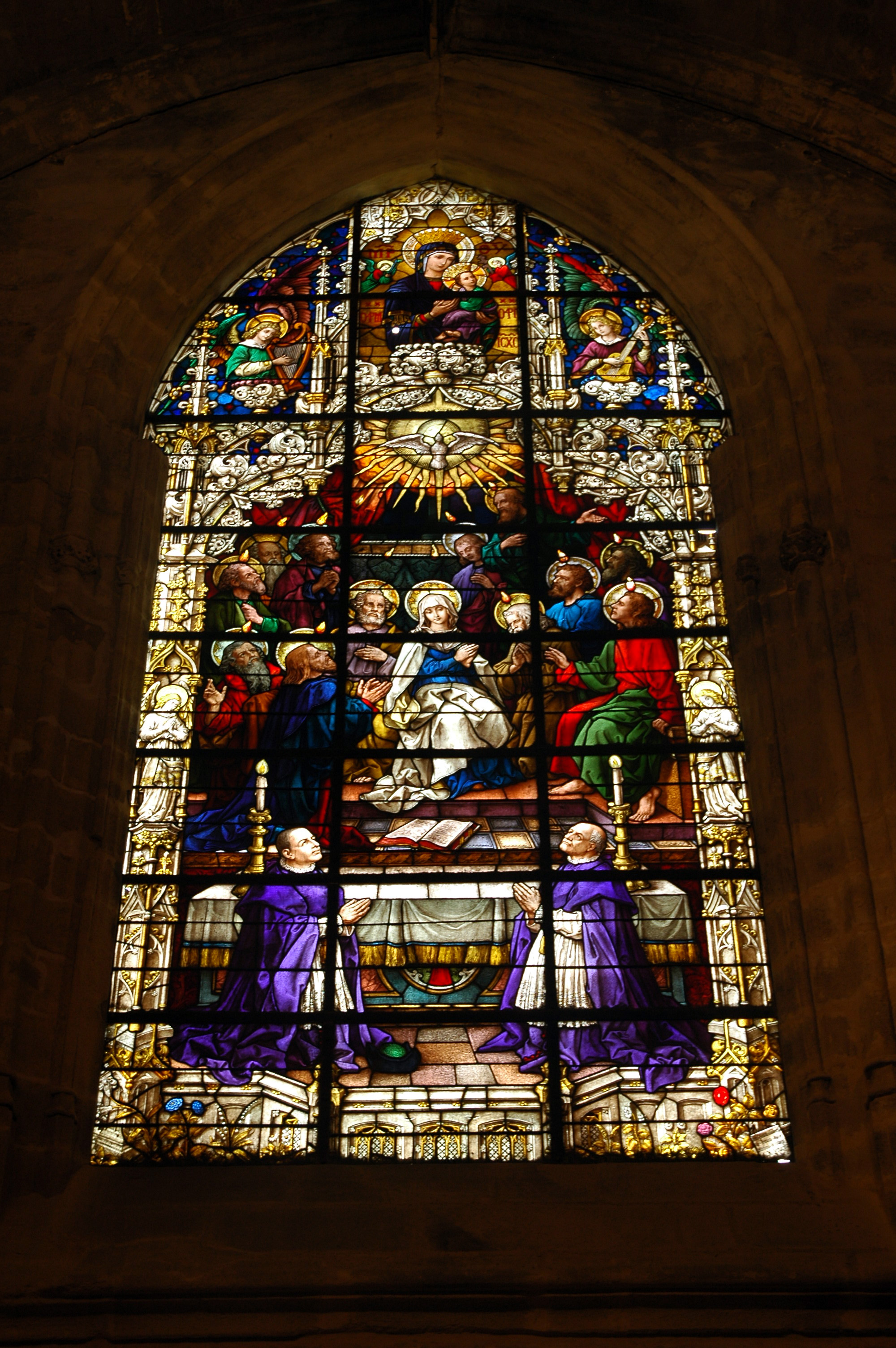
ویترای حضرت مریم

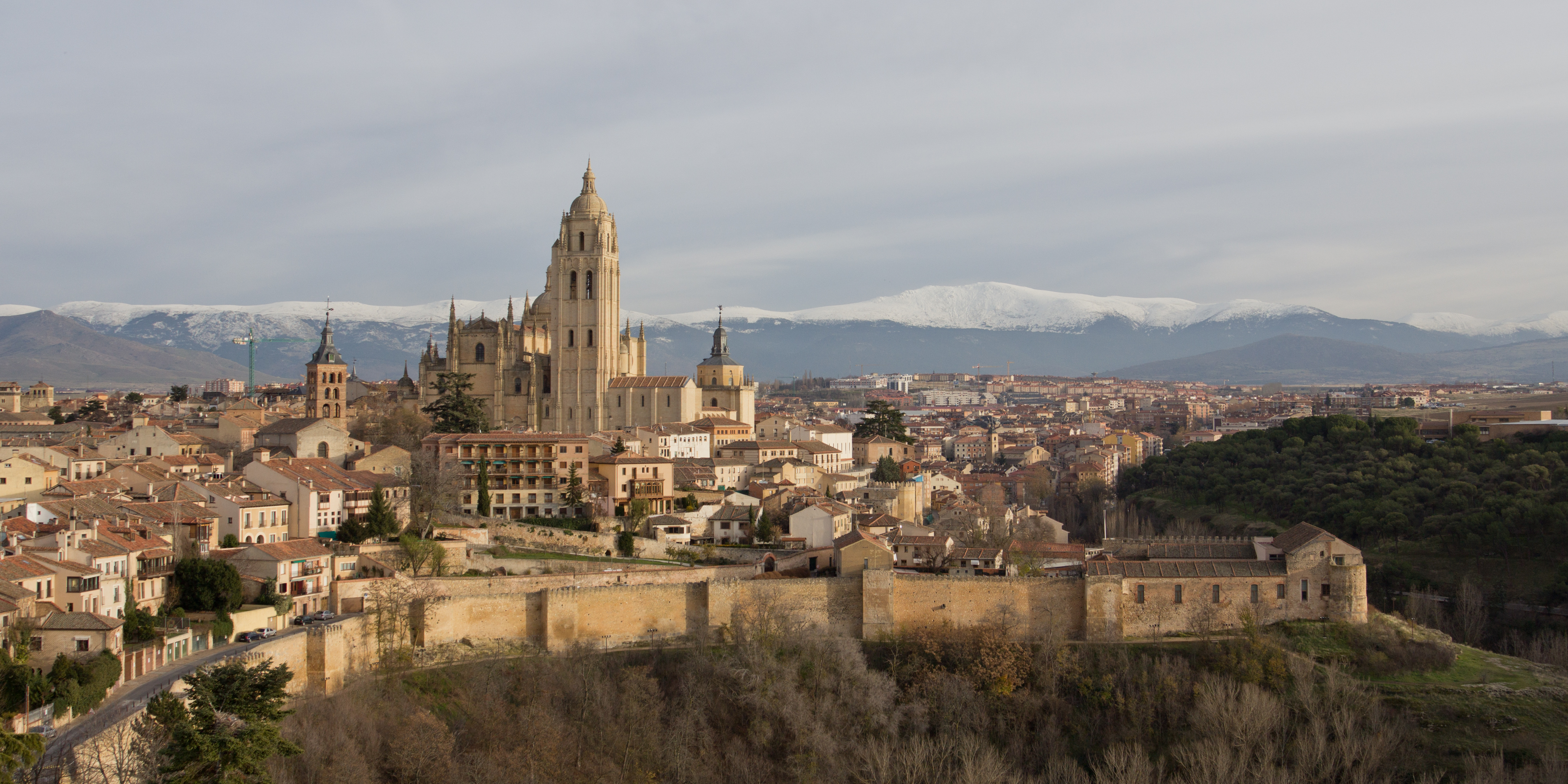
نگاره‌ای از موقعیت کلیسای جامع سگوبیا.